# Caryodaphnopsis
Caryodaphnopsis é um género botânico pertencente à família Lauraceae.

## Espécies
- Caryodaphnopsis cogolloi

1. ↑  «Caryodaphnopsis — World Flora Online». www.worldfloraonline.org. Consultado em 19 de agosto de 2020